# Žikava
Žikava é um município da Eslováquia, situado no distrito de Zlaté Moravce, na região de Nitra. Tem 11,29 km² de área e sua população em 2018 foi estimada em 513 habitantes.

## Demografia
| Ano:        | 1994 | 2004   | 2014   | 2024   |
| ----------- | ---- | ------ | ------ | ------ |
| Broj ljudi: | 592  | 545    | 518    | 534    |
| Razlika:    |      | -7,93% | -4,95% | +3,08% |

| Ano:               | 2023 | 2024 |
| ------------------ | ---- | ---- |
| Número de pessoas: | 534  | 534  |
| Diferença:         |      | +0%  |